# Justin Francis Rigali
Justin Francis Rigali, né le 19 avril 1935 à Los Angeles (États-Unis), est un cardinal américain, archevêque émérite de Philadelphie depuis juillet 2011.

## Biographie

### Prêtre
Justin Francis Rigali est titulaire d'un doctorat en droit canon.
Il est ordonné prêtre le 25 avril 1961 pour l'archidiocèse de Los Angeles par le cardinal James Francis McIntyre à la cathédrale Sainte-Vibiana.
En 1964, il est nommé au département anglophone de la Secrétairerie d'État à Rome, dont il devient directeur en 1970 après avoir passé 4 années à la nonciature de Madagascar.

### Évêque
Le 8 juin 1985, il est nommé archevêque titulaire (ou in partibus) de Volsinium (de) et président de l'Académie pontificale ecclésiastique où sont formés les diplomates du Saint-Siège. Il est consacré le 14 septembre suivant par le pape Jean-Paul II.
Le 21 décembre 1989 il devient secrétaire de la Congrégation pour les évêques.
En 1994, il retourne aux États-Unis comme archevêque de Saint Louis (Missouri).
Le 15 juillet 2003, il est nommé 12e évêque de Philadelphie et 8e archevêque. Ayant dépassé la limite d'âge de 75 ans, il se retire le 19 juillet 2011.

### Cardinal
Il est créé cardinal au consistoire du 21 octobre 2003 par le pape Jean-Paul II au titre de Santa Prisca. Il participe aux conclaves de  2005 (élection de Benoît XVI) et de 2013 (élection de François).
À la Curie romaine, il est membre de la Congrégation pour le culte divin et la discipline des sacrements et de la Congrégation des évêques.
Il atteint la limite d'âge le 19 avril 2015, ce qui l'empêche de participer aux votes du conclave de 2025 (élection de Léon XIV).